# L'Adelaide
L'Adelaide, RV 695 es un dramma per musica en tres actos con música de Antonio Vivaldi y libreto de Antonio Salvi. Dedicado a Antonio Grimani, capitane de Verona, se estrenó el 29 de diciembre, en el carnaval de 1735 en el Teatro Filarmónico de Verona.
La ópera contó con la participación de la contralto Anna Girò, y célebres cantantes como la soprano Margherita Giacomazzi (destinataria de la famosa aria Agitata da due venti) y los castrati Giovanni Manzuoli (o Manzoli) y Pietro Morigi (o Moriggi).

## Personajes
| Personaje  | Tesitura             | Reparto del estreno, 1735 |
| ---------- | -------------------- | ------------------------- |
| Adelaide   | mezzosoprano         | Anna Girò (?)             |
| Ottone     | contralto (travesti) | Maria Maddalena Pieri     |
| Berengario | bajo                 | Francesco Venturini       |
| Matilde    | soprano              | Margherita Giacomazzi     |
| Idelberto  | soprano castrato     | Pietro Moriggi            |
| Clodomiro  | soprano castrato     | Giovanni Manzuoli         |
| Everardo   | tenor                | Marc'Antonio Mareschi     |